# Bebius filiformis
Bebius filiformis là một loài bọ cánh cứng trong họ Cerambycidae.